# پلنگ سیاه
پلنگ سیاه (به انگلیسی: Black panther) به‌طور معمول به نوع سیاه‌چرده، هر یک از گونه‌های مختلف پلنگ یا جگوار گفته می‌شود. این گونه در آسیا و آفریقا در رده پلنگ‌ها و در قاره آمریکا در رده جگوارها قرار گرفته می‌شوند. گفته می‌شود که پلنگ سیاه حاصل نقص ژنتیکی در گونه‌های پلنگ و جگوار می‌باشد و یک گونه مستقل نیست؛ در واقع پلنگ سیاه فقط یک اختلال ژنتیکی کمیاب بین پلنگ و جگوار است.

## شیر کوهی
پلنگ سیاه از لحاظ DNA با گربه‌سان دیگری با نام علمی Puma اختلال ژنتیکی دارد. اگرچه به صورت سیاه‌چردگی در این گربه‌سان وجود ندارد اما شباهت‌های ژنتیکی زیادی بین این دو گونه وجود دارد. در طرح‌های سه‌بعدی از پلنگ سیاه و شیر کوهی آنها بسیار شبیه به هم هستند و در مطالعات ژنتیکی نیز چهره‌های آنها شبیه هم بوده اما پلنگ سیاه در این گونه شامل نقص ژنتیکی بسیاری است و در این رده قرار ندارد.

## پلنگ

پلنگ سیاه

پلنگ سیاه، در گونه پلنگ نیز، یک اختلال ژنتیکی است که در آسیا و آفریقا به عنوان پلنگ سیاه شناخته می‌شود. اصولاً این جانور با نام پلنگ سیاه شناخته می‌شود، همین‌طور در مطالعات عمومی و اجتماعی، نیز به پلنگ سیاه مشهور است. در سال ۱۹۱۸ میلادی به دلیل پایان مشاهده پلنگ سیاه در آفریقا، انقراض آن را در آفریقا قطعی اعلام کردند و آسیا را تنها زیستگاه پلنگ سیاه می‌دانستند اما در سال ۲۰۱۸ میلادی که برابر می‌شود با سال ۱۳۹۷ شمسی، در آفریقا دوباره مشاهده شد و این نشان‌دهندهٔ این بود که در قاره آفریقا هنوز منقرض نشده‌است.

## جگوار
این جانور بیشتر با نام جگوار سیاه هم شناخته می‌شود اما به عنوان یک سیاه‌چرده در قاره آمریکای جنوبی به عنوان جگوار شناخته می‌شود. جگوار سیاه در این قاره به عنوان یک جگوار، با سرعت ۸۰ کیلومتر بر ساعت می‌دود و در اندازه یک جگوار واقعی، بسیار بزرگ است.